# Michael Heinloth
Michael Markus Heinloth (ur. 9 lutego 1992 w Roth) – niemiecki piłkarz występujący na pozycji obrońcy w FC Ingolstadt 04.

## Kariera klubowa
Grę w piłkę nożną rozpoczął w wieku 4 lat w amatorskim klubie DJK Allersberg z rodzinnego miasta Allersberg w środkowej Bawarii. W 2003 roku przeniósł się do akademii piłkarskiej 1. FC Nürnberg. W 2011 roku włączono go do zespołu czwartoligowych rezerw, gdzie przez 2 lata rozegrał 69 spotkań i zdobył 1 bramkę. W połowie 2013 roku odbył testy w SC Paderborn 07 (2. Bundesliga) trenowanym przez André Breitenreitera, po których podpisał pierwszy w karierze zawodowy kontrakt i rozpoczął regularne występy. W sezonie 2013/14 wywalczył z Paderborn pierwszy w historii tego klubu awans do Bundesligi. Zadebiutował w niej 20 września 2014 w wygranym 2:0 meczu przeciwko Hannover 96. W sezonie 2014/15 zaliczył on 21 spotkań, a jego zespół, po zajęciu ostatniego miejsca w tabeli, został relegowany z ligi. Rok później Paderborn, zmagający się z problemami finansowymi i organizacyjnymi, spadł do 3. Ligi, co spowodowało odejście większości podstawowych graczy, w tym Heinlotha.
W lipcu 2016 roku przeniósł się on do NEC Nijmegen. 5 sierpnia zadebiutował w Eredivisie w zremisowanym 1:1 meczu z PEC Zwolle. W sezonie 2016/17, po przegranej w barażu przeciwko NAC Breda, spadł ze swoim zespołem do Eerste Divisie. W kolejnym sezonie zakwalifikował się ze swoim klubem do fazy play-off o awans do holenderskiej ekstraklasy, w których NEC odpadł w II rundzie z FC Emmen. W marcu 2018 roku zakomunikowano mu, iż jego kontrakt nie zostanie przedłużony. W lipcu 2018 roku jako wolny agent podpisał roczną umowę z Zagłębiem Sosnowiec prowadzonym przez Dariusza Dudka. 28 lipca zadebiutował w Ekstraklasie w przegranym 1:2 spotkaniu z Zagłębiem Lubin. W sezonie 2018/19, w którym rozegrał 29 spotkań, jego klub zajął ostatnią pozycję w tabeli i spadł do I ligi. W czerwcu 2019 roku został zawodnikiem FC Ingolstadt 04 (3. Liga).

## Kariera reprezentacyjna
W maju 2008 roku zanotował 2 występy w reprezentacji Niemiec U-16 w towarzyskich meczach przeciwko Francji (0:0 i 3:0).